# Rhinomacer
Rhinomacer är ett släkte av skalbaggar. Rhinomacer ingår i familjen rullvivlar.

## Dottertaxa tillRhinomacer, i alfabetisk ordning[1]
- Rhinomacer alni
- Rhinomacer antiodontalgicus
- Rhinomacer attelaboides
- Rhinomacer auratus
- Rhinomacer australiae
- Rhinomacer avellanae
- Rhinomacer bacchus
- Rhinomacer betulae
- Rhinomacer bispinus
- Rhinomacer bombifrons
- Rhinomacer brentoides
- Rhinomacer caeruleus
- Rhinomacer campanulae
- Rhinomacer canescens
- Rhinomacer coccineus
- Rhinomacer coeruleus
- Rhinomacer collaris
- Rhinomacer comptus
- Rhinomacer coryli
- Rhinomacer cupreus
- Rhinomacer curculioides
- Rhinomacer curculionoides
- Rhinomacer elongatus
- Rhinomacer flavipes
- Rhinomacer frumentarius
- Rhinomacer fulgidus
- Rhinomacer fulvipes
- Rhinomacer fulvus
- Rhinomacer gibbus
- Rhinomacer inermis
- Rhinomacer lepturoides
- Rhinomacer minutus
- Rhinomacer necydaloides
- Rhinomacer nemoralis
- Rhinomacer niger
- Rhinomacer oblongus
- Rhinomacer pallipennis
- Rhinomacer pilosus
- Rhinomacer pisi
- Rhinomacer politus
- Rhinomacer populi
- Rhinomacer quadratus
- Rhinomacer rhinomacer
- Rhinomacer ruber
- Rhinomacer rufitarsis
- Rhinomacer rufulus
- Rhinomacer sanguineus
- Rhinomacer schaefferi
- Rhinomacer seminudus
- Rhinomacer similis
- Rhinomacer striatus
- Rhinomacer testaceus
- Rhinomacer umbellatorum
- Rhinomacer unispinus
- Rhinomacer varius
- Rhinomacer viridis